# Warren (Nou Hampshire)
Warren és una població dels Estats Units a l'estat de Nou Hampshire. Segons el cens del 2000 tenia 873 habitants.

## Demografia
Segons el cens del 2000, Warren tenia 873 habitants, 355 habitatges, i 227 famílies. La densitat de població era de 6,9 habitants per km².
Dels 355 habitatges en un 28,7% hi vivien nens de menys de 18 anys, en un 51,5% hi vivien parelles casades, en un 9,3% dones solteres, i en un 35,8% no eren unitats familiars. En el 28,2% dels habitatges hi vivien persones soles l'11% de les quals corresponia a persones de 65 anys o més que vivien soles. El nombre mitjà de persones vivint en cada habitatge era de 2,46 i el nombre mitjà de persones que vivien en cada família era de 2,98.
Per edats la població es repartia de la següent manera: un 24,5% tenia menys de 18 anys, un 7,2% entre 18 i 24, un 29,2% entre 25 i 44, un 25,9% de 45 a 60 i un 13,2% 65 anys o més.
L'edat mediana era de 38 anys. Per cada 100 dones de 18 o més anys hi havia 97,3 homes.
La renda mediana per habitatge era de 34.432$ i la renda mediana per família de 38.125$. Els homes tenien una renda mediana de 29.625$ mentre que les dones 22.163$. La renda per capita de la població era de 16.454$. Entorn del 5,1% de les famílies i el 10,7% de la població estaven per davall del llindar de pobresa.